# Spoulga des églises
La spoulga dite des Églises est une spoulga, ou grotte fortifiée, située à Bouan, dans le département de l'Ariège, en France.

## Situation
La spoulga se trouve dans la commune de Bouan, sur le versant des Gleizes, en face de la grotte de Fontanet, sur l'autre rive de l'Ariège. Elle se situe sur la parcelle cadastrale A 490. Le chemin d'accès est praticable depuis le village. 

## Description et histoire
Les aménagements humains s'étendent sur plus de 100 mètres le long de la falaise et environ 2000 mètres carrés. Une porte d'entrée défend l'entrée du site. Une première grotte est défendue par une enceinte à merlons. La deuxième grotte est située derrière une seconde porte. Des traces d'aménagement comme des poutres et des planchers subsistent. 
Au XIIIe siècle, deux citernes sont installées dans la grotte, s'ajoutant à une installée précédemment de 8 m3. La grotte de Bouan possède alors 65 m3 de stockage d'eau, le record des spoulgas du comté. À la fin du Moyen-Age, une porte et un mur d'enceinte à l'extérieur sont ajoutés à la grotte fortifiée initiale. 
Contrairement aux autres grottes qui disparaissent de la documentation au XIVe siècle, celle de Bouan est encore mentionnée au début du XVe siècle.
La spoulga de Bouan est la mieux conservée des huit spoulgas du Sabarthès. Ce réseau dans la vallée domine les voies de communication essentielles pour le comté de Foix et dépendait du pouvoir féodal local, qui s'en servait comme d'un moyen de défense pour protéger leurs domaines. Les spoulgas du Sabarthès ont aussi servi de refuge aux cathares en fuite, et aux protestants durant les guerres de Religion. 
Le site est inscrit au titre des Monuments historiques par arrêté du 12 janvier 2023. Cette protection concerne les vestiges en élévation, ceux enfouis, le sol et le sous-sol de la spoulga.